# Hoste Zaporojiana

Brasão da Hoste Zaporojiana. Conhecido como "cavaleiro da Hoste Zaporojiana"

Hoste Zaporojiana (em ucraniano:  Військо Заперозьке, em russo:  Войско Запорожское) é o nome das formações político-militares cossacas dos séculos XVI a XVIII, fundadas pelos cossacos além das corredeiras do Dnieper (em Zaporójia).
Desde a época do príncipe Demétrio Vishnevetski, os cossacos forneceram "proteção", isto é, defesa da periferia sul do Grão-Ducado da Lituânia, da Comunidade Polaco-Lituana e do Czarado da Rússia dos ataques dos tártaros da Crimeia, construindo cidades de madeira e terra e paliçadas. Entre os cossacos havia muitos cossacos dispostos a servir como mercenários por dinheiro. Juntamente com a classe militar, numerosos andarilhos e camponeses fugitivos que fugiram da desgraça da Polônia, da Rússia e do Canato da Crimeia para o Campo Selvagem estabeleceram-se nas cidades e aldeias do Siche Zaporojiano.
Os seguintes sinônimos do nome da hoste cossaca de Zaporojia são de uso comum: Exército Zaporojiano, Siche Zaporojiano, Kosh Zaporojiano.